# مدل CAPM

An estimation of the CAPM and the security market line (purple) for the میانگین صنعتی داو جونز over 3 years for monthly data.

در امور مالی، مدل قیمت‌گذاری دارایی سرمایه (CAPM)از لحاظ نظری برای تعیین مناسب نرخ بازده یک دارایی مورد نیاز استفاده می‌شود. اگر آن دارای به پرتفویی که به خوبی متنوع شده اضافه کنیم با توجه به اینکه ریسک دارایی تنوع بخشی نشده‌است. این مدل حساسیت این دارایی را به ریسک متنوع نشده به حساب می‌گیرد (بنابراین به عنوان ریسک سیستماتیک یا ریسک بازار شناخته می‌شود). اغلب به صورت مقدار بتا (β) در صنعت مالی، همچنین انتظار بازده بازار و بازده مورد انتظار دارایی بدون ریسک نظری را بیان می‌کند. CPAM نشان می‌دهد که هزینه یک سرمایه‌گذار از سرمایه است که توسط بتا تعیین می‌شود. CAPM توسط جک ترینر (۱۹۶۱, ۱۹۶۲)، ویلیام شارپ (۱۹۶۴) و جان لینتر (۱۹۶۵) ژان موسین (۱۹۶۶) به‌طور مستقل معرفی شد. هری مارکویتز زودتر روی تئوری مدرن و تنوع بخشی را بنا نهاد. شارپ، مارکویتز و مرتون میلر به‌طور مشترک جایزه نوبل اقتصاد ۱۹۹۰ رو بخاطر سهم این موضوع در رشته اقتصاد مالی دریافت کردند. فیشر بلک نسخه جدیدی از CAPM را توسعه داد که Black CAPM یا Zero-beta CAPM نامیده می‌شود که فرض یک دارایی بدون ریسک را نمی‌پذیرد. این نسخه در برابر آزمون تجربی قوی تر بود و تحت تأثیر استفاده گسترده‌ای از CAPM بود. با وجود معایب تجربی و وجود نگرش‌های مدرن به قیمت دارایی و انتخاب پرتفوی (مانند تئوری قیمت‌گذاری اربیتراژ و مسئله پرتفوی مرتن) CAPM هنوز هم محبوب است به دلیل سادگی و کاربرد آن در موقعیت‌های مختلف محبوب باقی مانده است.

## فرمول
از مدل CAPM برای قیمت‌گذاری یک اوراق بهادار یا یک پرتفوی استفاده می‌شود. برای یک اوراق بهادار، ما با استفاده از خط SML و ارتباط آن با بازده مورد انتظار و ریسک سیستماتیک (بتا) که نشان دهد چطور بازار باید یک اوراق بهادار را در ارتباط با سطح ریسک آن اوراق بهادار قیمت‌گذاری کند. SML ما را قادر می‌سازد که نسبت بازده به ریسک هر اوراق بهادار را با کل بازار محاسبه نماییم؛ بنابراین وقتی که نرخ بازده مورد انتظار هر ورقه بهادار کاهش قیمت یافته، به وسیلهٔ ضریب بتای آن، نرخ بازده به ریسک برای هر ورقه بهادار در بازار برار است با نرخ بازده به ریسک بازار، بنابراین
{\displaystyle {\frac {E(R_{i})-R_{f}}{\beta _{i}}}=E(R_{m})-R_{f}}
نرخ بازده به ریسک بازار مؤثر است بر صرف ریسک بازار و با مرتب کردن معادله بالا و حل برای {\displaystyle E(R_{i})~~} ما مدل قیمت‌گذاری دارایی سرمایه‌ای (CAPM)را بدست آورده‌ایم.
{\displaystyle E(R_{i})=R_{f}+\beta _{i}(E(R_{m})-R_{f})\,}
در اینجا:
- {\displaystyle E(R_{i})~~} بازده مورد انتظار دارایی سرمایه‌ای است
- {\displaystyle R_{f}~} نرخ بهره بدون ریسک همانند نرخ بهره اوراق قرضه دولتی
- {\displaystyle \beta _{i}~~} (بتا) حساسیت به صرف بازده مورد انتظار دارایی به صرف بازده مورد انتظار بازار، یا

{\displaystyle \beta _{i}={\frac {\mathrm {Cov} (R_{i},R_{m})}{\mathrm {Var} (R_{m})}}}
- {\displaystyle E(R_{m})~} بازده مورد انتطار بازار
- {\displaystyle E(R_{m})-R_{f}~} شناخته می‌شود به عنوان صرف بازار (تفاوت بین بازه مورد انتظار بازار و بازده بدون ریسک)
- {\displaystyle E(R_{i})-R_{f}~} شناخته می‌شود به عنوان صرف ریسک

با بیان دوباره ما پیدا می‌کنیم جمله صرف ریسک را:
{\displaystyle E(R_{i})-R_{f}=\beta _{i}(E(R_{m})-R_{f})\,}
که بیان می‌کند صرف ریسک برابر است با بتا در صرف ریسک بازار
تبصره ۱: نرخ بازده بازار مورد انتظار معمولاً با اندازه‌گیری میانگین حسابی بازده تاریخی در پرتفوی بازار (به عنوان مثال S & P (500 برآورد شده‌است.
تبصره ۲: نرخ بازده بدون ریسک مورد استفاده برای تعیین صرف ریسک است که معمولاً میانگین حسابی نرخ بازده بدون ریسک تاریخی و نرخ بازده بدون ریسک فعلی است.
برای استنتاج، تمام تئوری پرتفوی مدرن را ببینید.

## فرمول اصلاح شده
CAPM می‌تواند اصلاح شود با اندازه صرف و ریسک ویژه. این مهم هست برای سرمایه‌گذاری در شرکت‌های شخصی که اغلب پرتفوی متنوع خوبی را نگهداری نمی‌کنند. معادله مشابه به معادله سنتی CAPM " با صرف ریسک بازار به جای بتای ساخته شده از صرف ریسک بازار است.
{\displaystyle E(R_{i})=R_{f}+\beta (RP_{m})+RP_{s}+RP_{u}}
در اینجا
{\displaystyle E(R_{i})} بازده مورد انتظار ورقه بهادار
{\displaystyle R_{f}} نرخ بدون ریسک
{\displaystyle RP_{m}} صرف ریسک عمومی بازار
{\displaystyle RP_{s}} صرف ریسک برای اندازه کوچک
{\displaystyle RP_{u}} صرف ریسک با توجه به عامل ریسک خاص شرکت.

## خط بازار ورقه قرضه
SML اساساً نمودار نتایج حاصل از فرمول مدل قیمت‌گذاری دارایی سرمایه است (CAPM). محور x نشان دهنده ریسک (بتا)، و محور y نشان دهنده بازده مورد انتظار. صرف ریسک بازار از شیب SML تعیین می‌شود.
رابطه بین بتا و بازده مورد انتظار بر روی خط بازار اوراق بهادار ترسیم می‌شود، که بازده مورد انتظار به عنوان تابعی از بتا رسم شده‌است. عرض از مبدأ بازده بدون ریسک اسمی موجود در بازار است و شیب، صرف ریسک بازار است E(Rm)− Rf. خط بازار اوراق بهادار می‌تواند به عنوان یک مدل تک عاملی از قیمت دارایی‌ها، که در آن بتا به معنای قرار گرفتن در معرض تغییرات ارزش بازار است را در نظر گرفت. معادله از SML این چنین است:
{\displaystyle \mathrm {SML} :E(R_{i})=R_{f}+\beta _{i}(E(R_{M})-R_{f}).~}
این یک ابزار مفید در تعیین اینکه اگر یک دارایی برای یک پرتفوی در نظر گرفته شود یک بازده مورد انتظار معقول و منطقی برای ریسک ارائه می‌دهد. اوراق بهادار تکی بر روی نمودار SML رسم شده‌است. اگر بازده مورد انتظار ورقه قرضه در برابر ریسک بالاتر از SML رسم شود، کم ارزش گذاری شده‌است و سرمایه‌گذار می‌تواند بازدهی بیشتری برای ریسک ذاتی انتظار داشته باشد؛ و اگر ورقه قرضه زیر SML رسم شده باشد، بالا ارزش گذاری شده‌است در این هنگام سرمایه‌گذار بازده کمتر برای مقدار ریسک مفروض قبول می‌کند.

## ارزش گذاری دارایی
اولین بار با استفاده از CAPM نرخ بازده مورد انتظار محاسبه شد، ما می‌توانیم این نرخ بازده را با نرخ بازده تخمینی از سرمایه‌گذاری دارایی در افق سرمایه‌گذاری مقایسه کنیم تا تعیین کنیم که ایا این یک سرمایه‌گذاری مناسب است. برای این مقایسه شما نیاز دارید یک تخمین مستقل از چشم‌انداز نرخ بازده برای ورقه بهادار بر اساس هر دو روش تجزیه و تحلیل بنیادی یا فنی، از جمله P / E، M / B و غیره
با فرض این که CAPM درست باشد، یک دارایی را به درستی قیمت‌گذاری می‌کند، این همان ارزش فعلی جریان‌های نقدی آینده از دارایی است که قیمت آن برآورد می‌کند، تنزیل در نرخ پیشنهاد شده توسط CAPM است. اگر قیمت تخمین زده بالاتر از ارزش CAPM باشد، پس آن دارایی کم ارزش گذاری شده‌است (و بالاتر از حد ارزش گذاری زمانی که قیمت تخمین زده شده در زیر ارزیابی CAPM باشد) هنگامی که دارایی روی SML قرار نمی‌گیرد، این می‌تواند نشان از اشتباه در قیمت‌گذاری باشد. از آنجا که بازده مورد انتظار از دارایی در {\displaystyle E(R_{t})={\frac {E(P_{t+1})-P_{t}}{P_{t}}}} زمان t است، بازده مورد انتظار بالاتر از CAPM را نشان می‌دهد که {\displaystyle P_{t}} خیلی کم است) دارایی در حال حاضر کم ارزش(فرض کنید که در زمان t + 1 بازده دارایی به CAPM قیمت پیشنهاد شده باشد.
قمت دارایی در زمان {\displaystyle P_{0}} استفاده می‌کند از capm، گاهی نامیده می‌شود certainty equivalent pricing formula یک رابطه خطی هست به صورت:
{\displaystyle P_{0}={\frac {1}{1+R_{f}}}\left[E(P_{T})-{\frac {\mathrm {Cov} (P_{T},R_{M})(E(R_{M})-R_{f})}{\mathrm {Var} (R_{M})}}\right]}
در اینجا {\displaystyle P_{T}} قیمت نهایی دارایی یا پرتفوی
بازده مورد انتظار خاص یک دارایی
بازده‌های CAPM، بازده مورد انتظار دارایی مناسب یا نرخ تنزیل، به عنوان مثال نرخی که در آن جریان نقدی آینده تولید شده توسط دارایی را باید تنزیل شود با توجه به ریسک نسبی دارایی. بتای بیش از یک به معنی بیش از حد متوسط ریسک است و بتای پایین‌تر از یک به معنای پایین‌تر از میانگین است. اگرچه سهام با ریسک بالاتر دارای بازده‌ای بالاتری نیز است، سهام با بتای پایین‌تر دارای نرخ تنزیل پایین‌تری است. با توجه به تابع مطلوبیت مقعر پذیرفته شده، CAPM سازگار با شهود سرمایه‌گذاران (باید) انتظار به یک بازده بالاتر برای قبول یک دارایی ریسکی تر است.
از آنجاییکه بتا حساسیت دارایی خاص را به عدم تنوع منعکس می‌کند، برای مثال ریسک بازار، بازار به عنوان کل با بتای یک تعریف می‌شود. شاخص‌های بازار سهام اغلب به عنوان نماینده محلی برای بازار استفاده می‌شوند و در آن صورت (طبق تعریف) بتا یک دارند. یک سرمایه‌گذار در یک پرتفوی متنوع بزرگ (مثل صندوق سرمایه‌گذاری مشترک) انتظار علکرد همراه با بازار را دارد.

## ریسک و تنوع
ریسک پرتفوی شامل ریسک سیستماتیک که به عنوان ریسک غیرمتنوع نیز شناخته شده‌است، و ریسک غیر سیستماتیک که همچنین به عنوان ریسک ویژه یا ریسک متنوع شناخته می‌شود. ریسک سیستماتیک به ریسک متداول به تمام اوراق بهادار اشاره می‌کند به عنوان مثال ریسک بازار. ریسک غیرسیستماتیک ریسکی است در ارتباط با دارایی‌های شرکت است. ریسک غیر سیستماتیک را می‌توان از طریق تنوع بخشیدن با افزایش دارایی‌ها در پرتفوی کاهش داد. (ریسک خاص "متوسط کردن"). ریسک سیستماتیک را همانند ریسک غیر سیستماتیک نمی‌توان کاهش داد. به بازار بستگی دارد، یک پرتفوی دارای تقریباً ۳۰–۴۰ ورقه بهادار در یک بازار توسعه یافته مثل انگلیس و آمریکا پرتفویی با تنوع کافی ریسک ارائه شده فقط ریسک سیستماتیک است. در بازارهای در حال توسعه تعداد بزرگ‌تری مورد نیاز است، با توجه به اینکه نوسانات دارایی‌ها بالاتر است.
یک سرمایه‌گذار منطقی نباید هیچ ریسک متنوعی داشته باشد، تنها به ریسک غیرمتنوع که در این مدل به آن بازده تعلق می‌گردد؛ بنابراین بازده مورد انتظار بر یک دارایی، بازده‌ای است که پاداش می‌گیرد برای ریسکش، باید ارتباط داشته باشد با ریسک خود پرتفوی یعنی این با ریسک تمام پرتفوی برخلاف ریسک خود دارایی به تنهایی مرتبط است. در مفهوم CAPM ریسک پرتفوی با واریانس بالاتر یعنی پیش‌بینی کمتر شده‌است. به بیان دیگر، بتای پرتفوی عامل تعیین‌کننده میزان پاداش، ریسک سیستماتیک برای سرمایه‌گذار است.

## مرز کارا
capm فرض می‌کند نمایه ریسک و بازده پرتفوی می‌تواند بهینه باشد- یک پرتفوی بهینه کمترین ریسک ممکن را برای سطح بازده آن نشان می‌دهد. علاوه بر این از آنجا که هر دارایی اضافی شناخته شده در پرتفوی تنوع بیشتری به پرتفوی دهد (با فرض نبود هزینه تجاری) با هر ارزش وزنی دارایی برای بدست آوردن قسمت بالا. (با فرض اینکه هر یک از دارایی‌ها به بینهایت بخش قابل تقسیم باشد) همه این پرتفوهای بهینه برای مثال برای هر یک از سطح بازده شامل مرز کارا می‌باشد.
از آنجا که ریسک غیر سیستماتیک متنوع است، ریسک کل یک پرتفوی با بتا می‌توان نشان داد.

## مفروضات capm
هدف سرمایه‌گذاران بیشینه سازی مطلوبیت مورد انتظار ثروت نهایی است.
سرمایه گذاران بر اساس معیار ریسک و بازده انتخاب می‌کنند.
انتظارات سرمایه‌گذاران در مورد ریسک و بازده همگن است.
سرمایه گذاران افق زمانی معینی دارند.
اطلاعات همزمان برای سرمایه‌گذاران وجود دارد.
دارایی بدون ریسک وجود دارد و وام‌گیری و وام دهی با آن نرخ، به صورت نامحدود امکان‌پذیر است.
مالیات و هزینه‌های مبادلاتی، محدودیت فروش استقراضی با سایر نواقص بازار وجود ندارد.
کیفیت کل دارایی، ثابت است و تمامی دارایی‌ها قابل فروش و تقسیم هستند.

## مشکلات CAPM
بررسی آن‌ها در سال ۲۰۰۴، فاما و فرنچ استدلال می‌کنند که "شکست CAPM در آزمون‌های تجربی نشان می‌دهد که اکثر برنامه‌های کاربردی از مدل نامعتبر است.
فرضیات این مدل واریانس بازده را یک معیار مناسبی برای ریسک معرفی می‌کند. این امر می‌تواند با این فرض ضمنی که بازده به صورت نرمال توزیع شده، یا در واقع در هر راه دو پارامتری توزیع شده، اما برای بازده کل توزیع شده معیار ریسک‌های دیگر (مانند معیار ریسک مربوط) سهامداران فعال و بالقوه را با اولویت مناسب تر منعکس خواهد کرد. ریسک در سرمایه‌گذاری مالی واریانسش نیست بلکه احتمال از دست دادنش است این عدم تقارن آن است. Barclays Wealth تعدادی از تحقیقاتش را بر روی تخصیص دارایی با بازده غیر نرمال منتشر کرد که نشان می‌داد سرمایه‌گذار با تحمل حداقل ریسک باید مقدار بیشتری وجه نقد نسبت به پیشنهاد capm نگهداری کند.
این مدل فرض می‌کند که همه سهامداران فعال و بالقوه اطلاعات مشابه ارزیابی می‌کنند و دربارهٔ ریسک و بازده مورد انتظار همه درایی‌ها موافقند (فرض انتظارات همگن)
این مدل فرض می‌کند که سهامداران فعال و بالقوه به توزیع بازده یکسان اعتقاد دارند؛ و احتمال دیگر این هست که انتطارات سهامداران فعال و بالقوه جهت دارد، به علت اینکه قیمت بازار از اطلاعات ناکارا باشد. این احتمال مطالعه می‌شود در رشته رفتار مالی، که از فرضیات روانشناختی استفاده می‌کند تا جایگزین‌هایی برای CAPM فراهم کند مانند مدل overconfidence-based asset pricing توسط Kent Daniel, David Hirshleifer, Avanidhar Subrahmanyam
به نطر نمی‌رسد این مدل به خوبی واریانس بازده سهم را توضیح دهد. مطالعات تجربی نشان می‌دهد سهام با بتای پایین ممکن است بازده بالاتری از مدل پیش‌بینی ارائه دهد. برخی داده‌ها از این اتفاق ارائه شده در کنفرانس سال ۱۹۶۹ در Buffalo New York, در مقاله Fischer Black, Michael Jensen, and Myron Scholes. اگرچه این اثر عقلایی (که فرضه بازار کارا را نگه می‌دارد ولی باعث می‌شود CAPM اشتباه باشد) یا این غیر منطقی است که CAPM را نگه می‌دارد ولی باعث می‌شود فرضیه بازار کارا اشتباه باشد.
این مدل یک بازده مورد انتظار قطعی را فرض می‌کند، سهامداران بالقوه و فعال ترجیح خواهند داد ریسک پایین‌تری (واریانس کمتر) به ریسک بالاتر و برعکس یک سطح از ریسک رو به بازده بالاتر تا بازده پایین‌تر ترجیح می‌دهند. این به سهامداران فعال و بالقوه اجازه نمی‌دهد که بازده کمتر را برای ریسک بیشتر قبول کنند. قماربازان برای ریسک بیشتر پرداخت می‌کنند، و ممکنه است یک معامله گر سهم برای ریسک بیشتر پرداخت کند.
این مدل فرض می‌کند که مالیات و هزینه معامله وجود ندارد، اگرچه این فرض ممکن است با واریانس پیچیده‌تر مدل از بین برود.
پرتفوی بازار شامل همه دارایی‌های بازار، که هر دارایی وزنی از ارزش بازار است. فرض می‌کند برای سهامداران فعال و باقوه فردی هیچ تفاوتی میان دارایی و بازار نیست؛ و سهامداران بالقوه و فعال صرفاً دارایی‌ها را بر اساس تابع ریسک و بازده انتخاب می‌کنند. همچنین فرض می‌کند که تمام دارایی‌ها به میزان بی‌نهایت بخش قابل نگهداری یا قابل معامله باشد.
پرتفوی بازار باید در تئوری شامل انواع دارایی‌ها که توسط هر کس به عنوان سرمایه‌گذار در عمل نگهداری شود (از جمله آثار هنری، املاک و مستغلات، سرمایه انسانی ...)، از جمله پرتفوی بازار قابل مشاهده است و مردم معمولاً یک شاخص سهام را به عنوان یک نماینده برای پرتفوی بازار جایگزین می‌کنند.